# Чант, Кларенс Огастес
Кларенс Огастес Чант (англ. Clarence Augustus Chant; 31 мая 1865, Хагерменс-Корнерс, Онтарио, Канада — 18 ноября 1956, Ричмонд-Хилл, Онтарио, Канада) — канадский астроном, физик и математик.

## Биография
Родился в провинции Онтарио, образование получил в университете Торонто и Гарвардском университете, с 1891 по 1935 преподавал в университете Торонто. С 1892 был членом, а в 1904—1907 — президентом Королевского астрономического общества Канады.
Принимал участие в пяти экспедициях для наблюдений полных солнечных затмений, наиболее важная — в Австралию в 1922, где он изучал отклонение лучей света в поле тяготения Солнца, в соответствии с теорией относительности. Как физик обнаружил скин-эффект в электрических осцилляторах.
Благодаря его усилиям и при финансовой поддержке семьи предпринимателя Дэвида Данлепа в 1935 при университете Торонто была открыта Обсерватория им. Дэвида Данлэпа, в которой был установлен 74-дюймовый телескоп, остающийся до настоящего времени лучшим в Канаде.
Имел неофициальный титул «отца канадской астрономии».
В его честь названы кратер на Луне и астероид № 3315.

## Публикации
- Our Wonderful Universe (1928)
- Astronomy in the University of Toronto (1954)